# Arctosomma
Arctosomma trochosiforme es una especie de araña araneomorfa de la familia Lycosidae. Es el único miembro del género monotípico Arctosomma. Es originaria de Etiopía.